# Pitos de barro

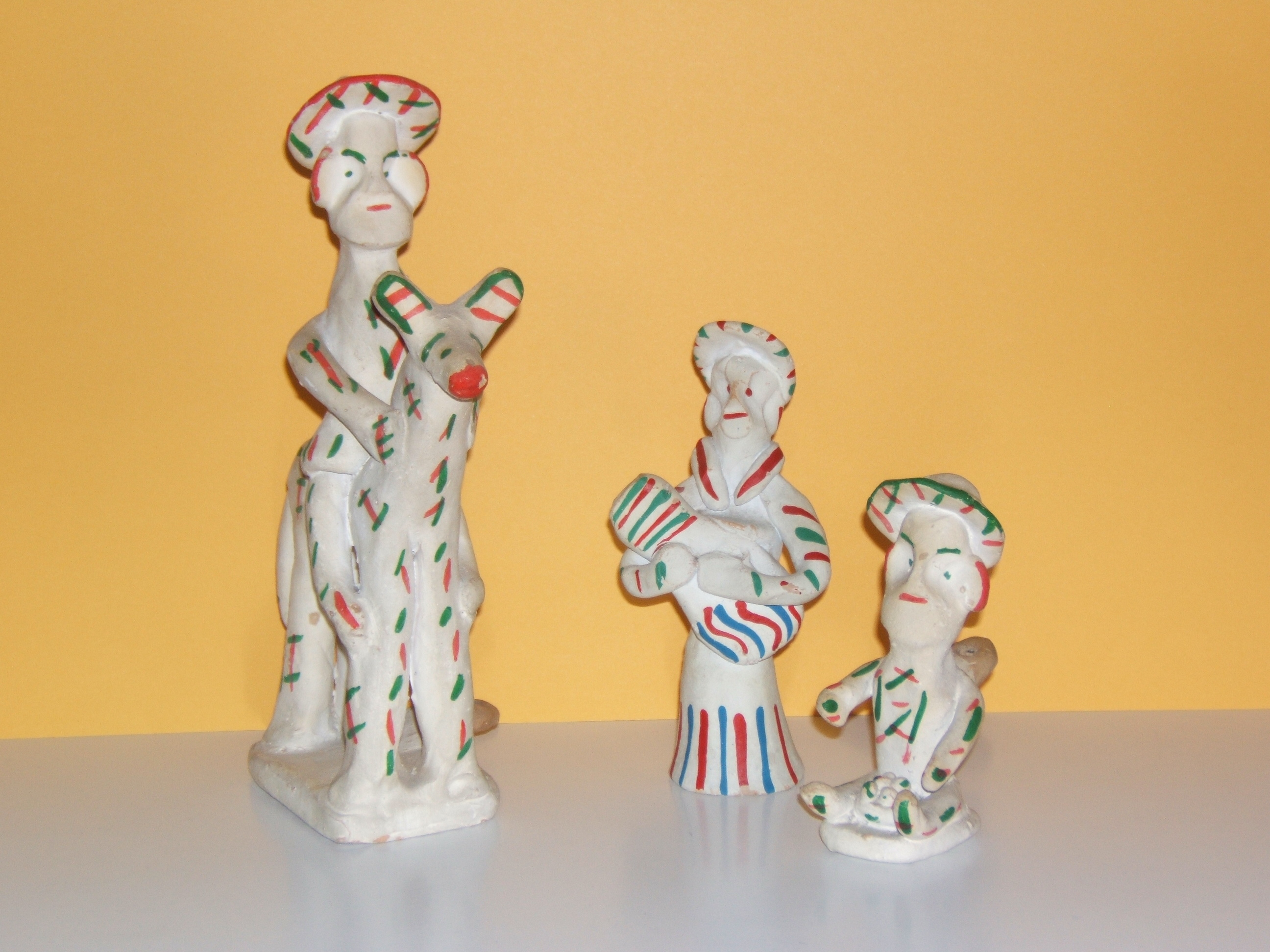
Tres modelos de «siurells» (silbatos de juguete hechos de barro), típicos de la isla balear de Mallorca (España). Elaborados en los centros alfareros de Consell y La Cabaneta.

Pitos de barro son los diversos tipos de silbato, de juguete o ceremoniales, producidos por la alfarería tradicional. En España, sus orígenes, cretenses unos e islámicos otros, han sido estudiados tanto por arqueólogos como por reconocidos etnógrafos. Musicológicamente puede considerarse a la ocarina su hermana mayor.

## Material arqueológico
El museo arqueológico de Almería alberga una curiosa colección de juguetes, silbatos e instrumentos de arcilla. En ella puede verse un conjunto de 'cacharritos' de claro origen islámico y otros posteriores, cristianos. Especialmente curiosos son los silbatos, clasificados en cuatro grupos:
- Silbatos de agua, llamados también canarios, jilgueros o pajarillos, casi iguales a los encontrados en Granada y en la Fortaleza de la Mota, en Alcalá la Real (Jaén).
- Aves, con dos orificios y caja de resonancia oval, comparables a la paloma de Baza y el gallo del Museo de Jaén.
- Figuras antropomorfas: juglar, cortesano, artesano, mujeres tocando un instrumento (cortesanas) o sosteniendo un niño (nodrizas), que los expertos sitúan en el siglo XVI.
- Caballos con o sin jinete,  que forman el grupo más numeroso. El silbato va situado en la grupa del equino que, al igual que los jinetes, presenta un diseño de gran simpleza, si bien se ha descubierto que para algunos detalles, como las cabezas, se usaban moldes.
- Mayor complejidad que un silbato ofrecen algunas piezas consideradas instrumentos musicales de juguete (o quizá simples ingenios ruidosos para ciertos rituales como procesiones o festejos).

Silbatos con figuritas y formas similares se dan en varias islas del Mediterráneo (Ibiza, Cerdeña, Creta), siendo las más conocidas los siurells de Mallorca.

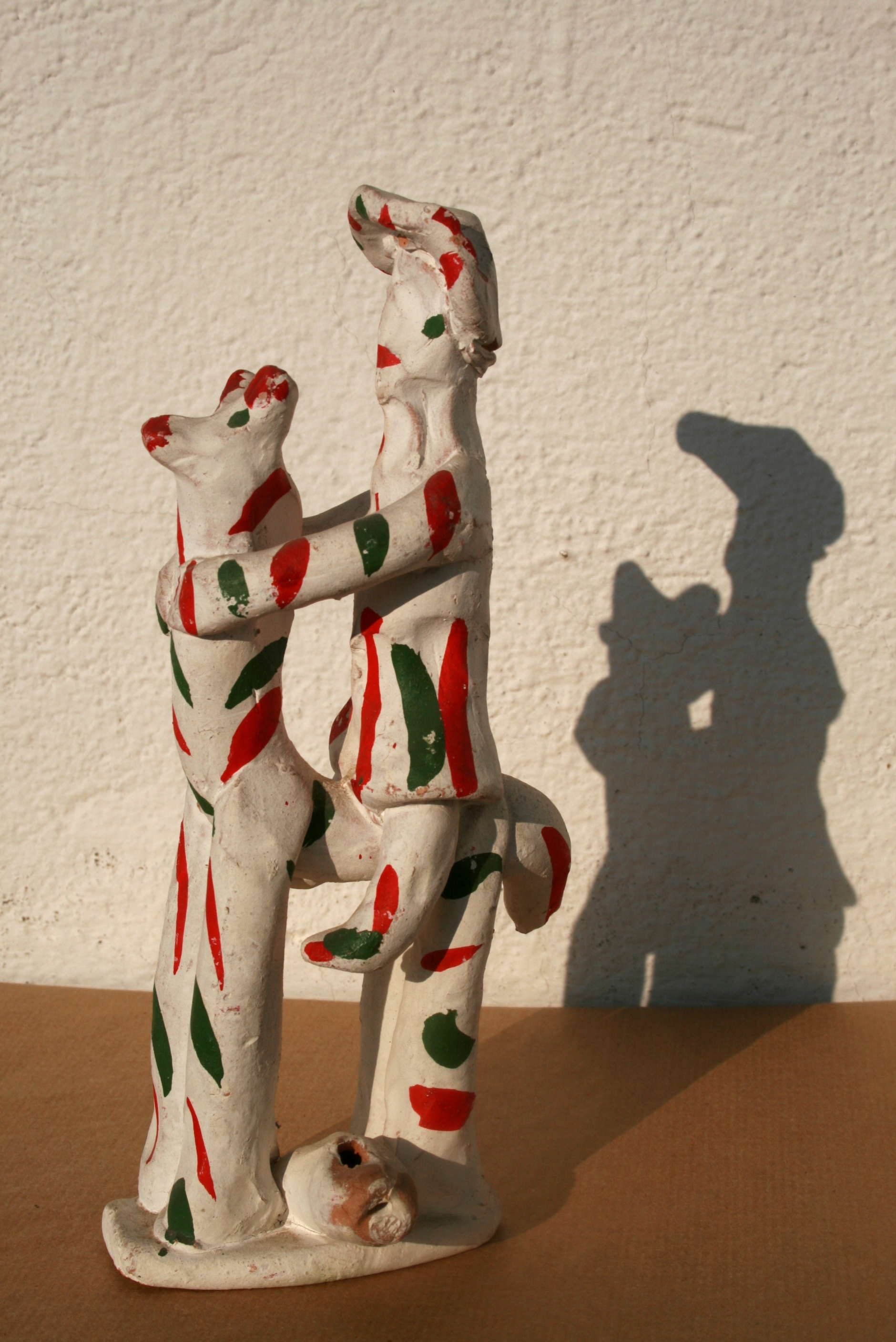
«Siurell» de La Cabaneta.

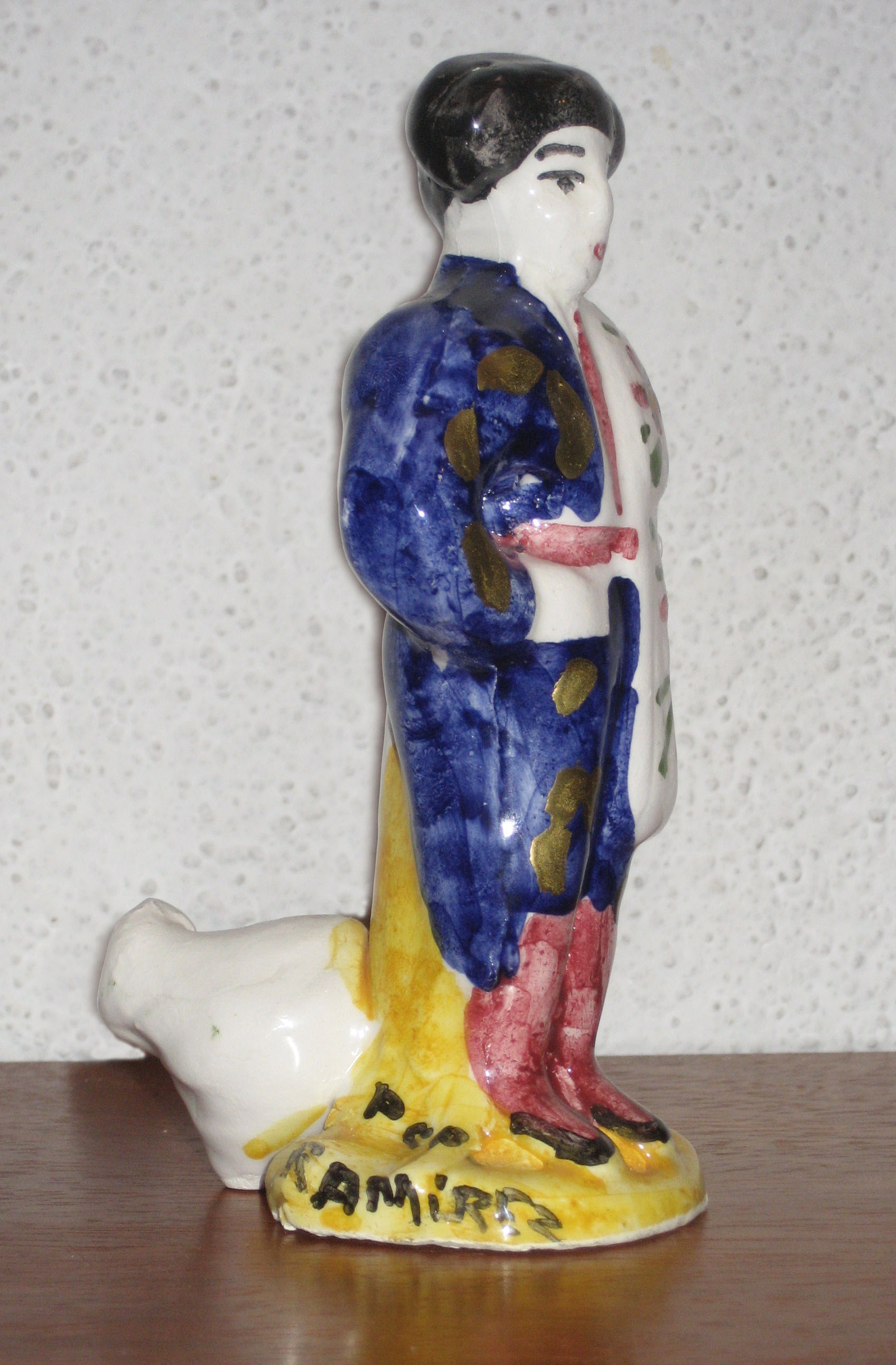
"Pito torero", obra del alfarero jienense Pepe Ramírez.

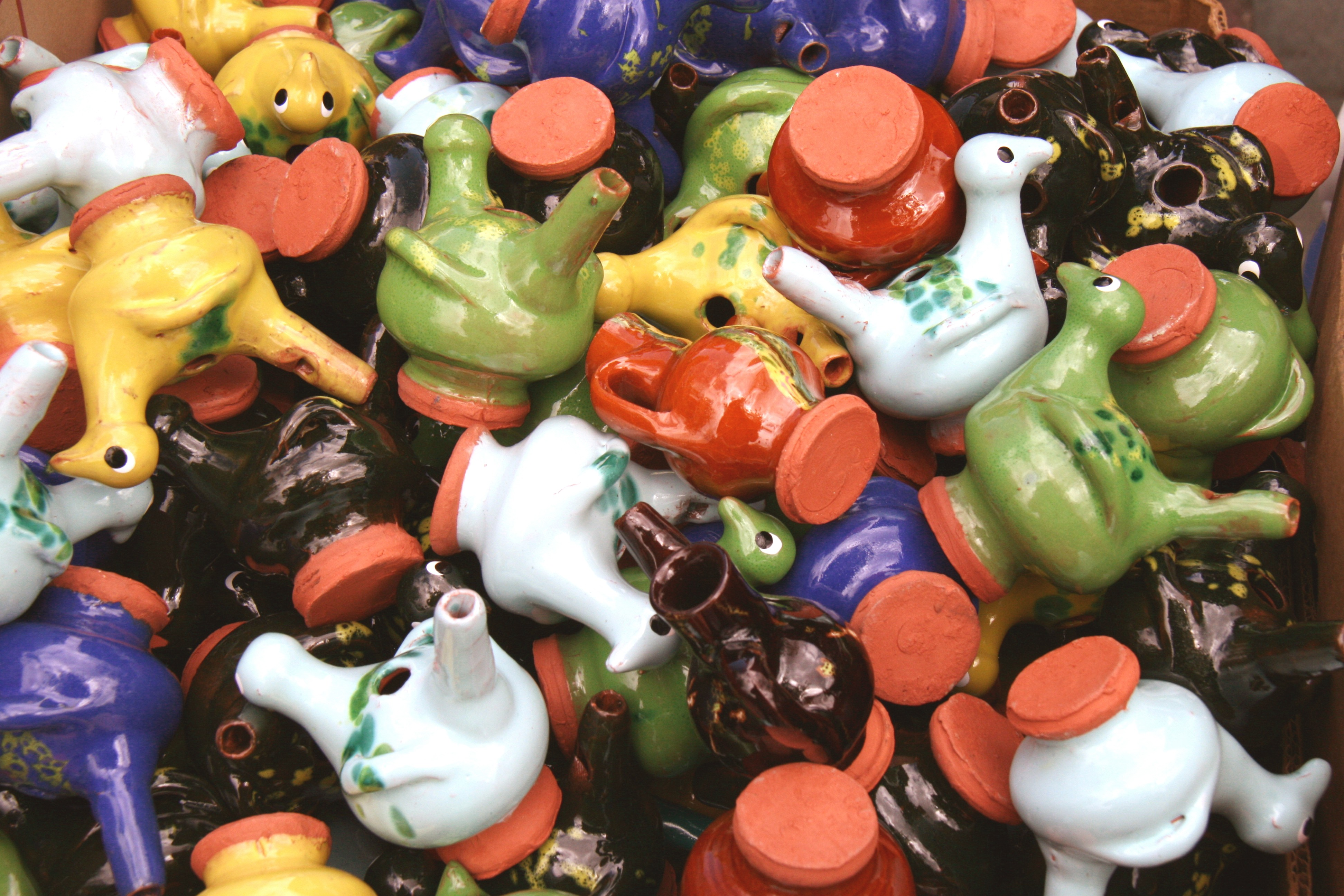
"Pitos del Santo", en la feria callejera de san Isidro (Madrid).

## Material etnográfico

### Siurells mallorquines
Elaborados desde tiempo inmemorial, los siurells no son de origen musulmán. Especialistas como Rosselló Bordoy, Natacha Seseña o Corredor-Matheos aceptan su relación con la cerámica minoica cretense.

### Pitos de Andújar
En la Península ibérica, los silbatos de barro que mayor difusión popular han tenido en los últimos siglos son los pitos de Andujar. Otra denominación es la de «piticos de Santa María de la Cabeza» por el uso folclórico (y ensordecedor) que se les da en la romería de la Virgen de la Cabeza, patrona andujareña. El modelo básico ancestral es de barro blanco sin vidriar; otro modelo típico, y ya vidriado, es el del caballo con jinete y el silbato en la parte trasera del caballo; también se han fabricado figuras casi exclusivas, como los toreros del alfarero Pepe Ramírez.

### Pitos del Santo
En Madrid y estrechamente asociados al patrón de la villa Isidro Labrador y su festejo primaveral se fabrican los pitos del santo  Su forma exterior es la de pequeños botijos, o de pájaros de colores que se llenan parcialmente de agua y mediante tres aberturas se puede modular la intensidad sonora al ser soplados.

## Pitos americanos
Tanto en la cerámica precolombina como en muestras posteriores, existe una gran variedad de pitos hechos con arcilla, muchos de ellos sencillas ocarinas y otros auténticos instrumentos de viento. Entre las culturas con esta gama de silbatos, se pueden mencionar:
- Datado entre los años 800 y 1500, el silbato de los taironas de Colombia.(ver imagen en la galería de pitos exóticos)

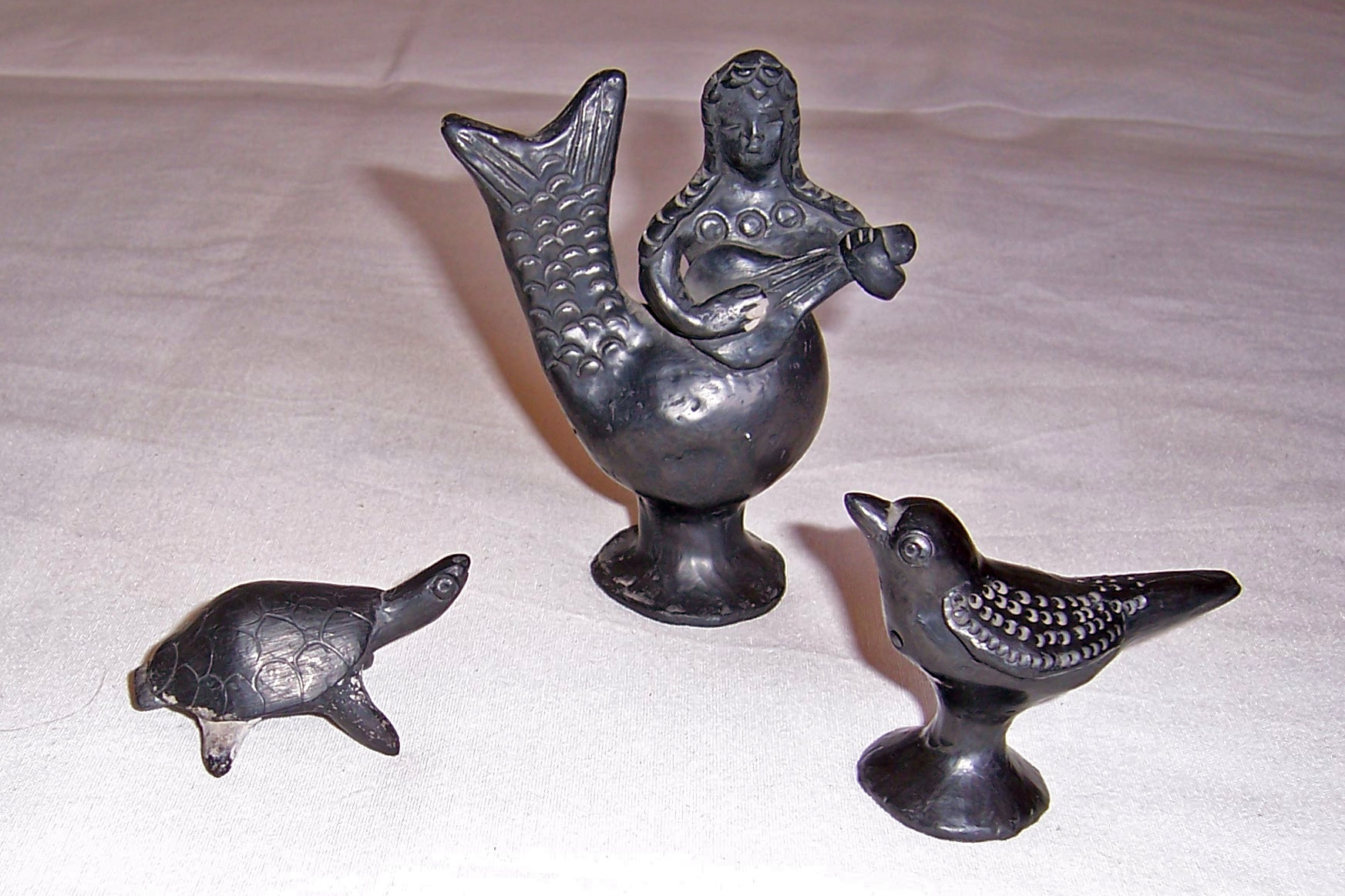
Pitos de barro negro representando una tortuga, una sirena y un pajarito; traza y material tradicionales en Oaxaca (México).

- La cultura indígena mesoamericana de Remojadas es especialmente conocida por su cerámica y sus figurillas huecas, de las que se han hallado miles en túmulos funerarios y vertederos (300 - 600 d. C.).[8] Las figurillas muestran dioses, gobernantes y campesinos, animales (perros, venados), y los curiosos "sonrientes", idolillos infantiles de amplia sonrisa. Muchas de las figurillas de este período funcionan como flautas, silbatos y ocarinas. Algunas de ellas han sido consideradas como juguetes, pero otras parecen haber tenido un significado ritual. Otra alfarería rica en silbatos en el golfo de Veracruz, es la de la huasteca tamaulipeca.[9]

- En las tradiciones musicales de Ojos de Agua (El Salvador), y entre los instrumentos que se empleaban, estaban los pitos de barro que se compraban en Tomalá.

- Por su parte la etnia Achí guatemalteca, entre los objetos de cerámica pintada con anilina propia de Rabinal y Chicaj usados para personificar danzas (Rabinal Achí, Venado, Negritos, La Conquista, Torito y Animales), incluye en sus conjuntos de marimbas y tambor, pitos y chirimías de barro.

### Los pitos deCien años de soledad
La importancia y la omnipresencia de los pitos de barro en la vida, el folclore y la cultura de los pueblos americanos fue recogida,  en 1967 por Gabriel García Márquez, en el párrafo inicial de su novela Cien años de soledad, cuando el gitano Melquiades y su familia irrumpen en Macondo "con un grande alboroto de pitos y timbales" dando a conocer los nuevos inventos. Una escena común y todavía viva en las ceremonias de celebración popular americanas.

## Elniwawuchino
El "Niwawu" o cabeza de buey en forma de ocarina o flauta de barro, es un instrumento musical tradicional de la etnia Hui de Ningxia región autónoma de la República Popular China. En 2005, esta ocarina fue incluida en la Lista del Patrimonio Cultural Inmaterial.

## Galería de pitos exóticos

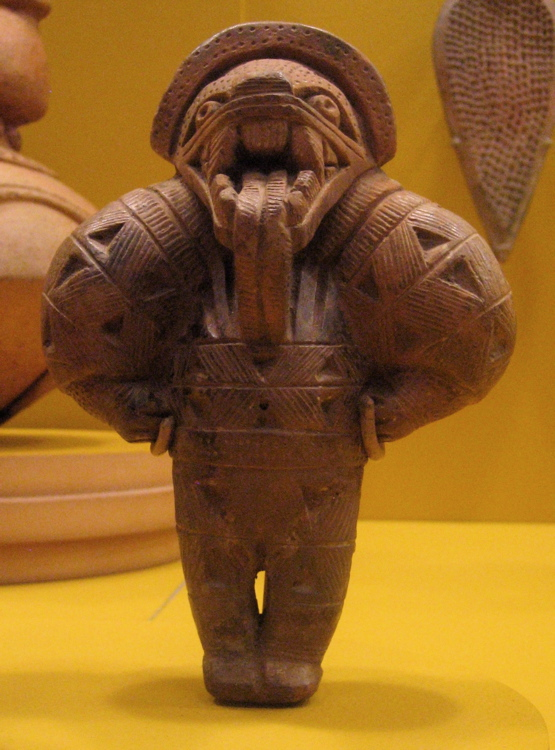
Pito de barro de la cultura tairona (Colombia), en la colección arqueológica del LACMA.
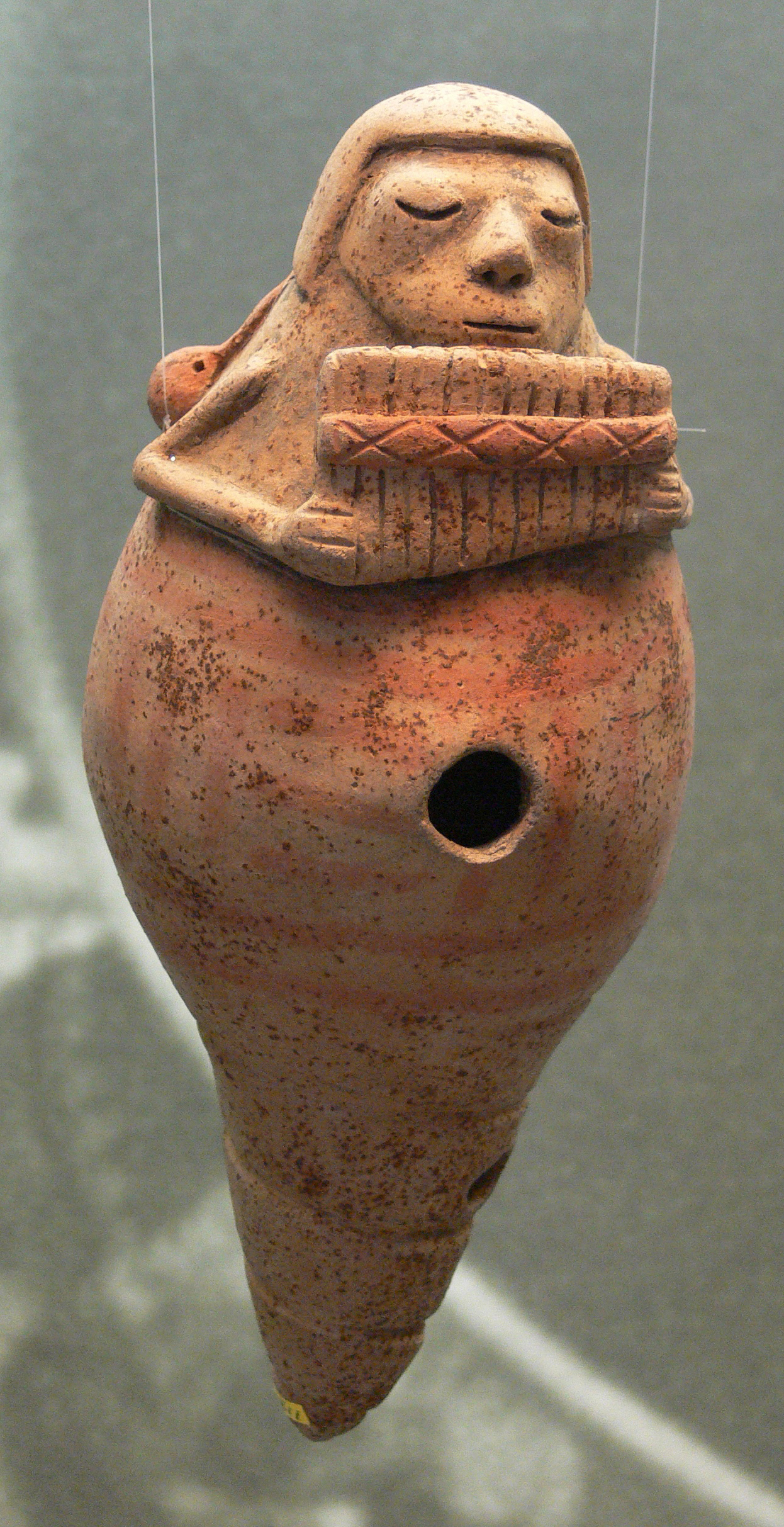
Pito de barro con un músico soplando una flauta de pan, cultura Jama Coaque (300 a. C. - 700 d. C.), costa del Ecuador. Colección Ebnöther, Museo Allerheiligen, Schaffhausen, Suiza.
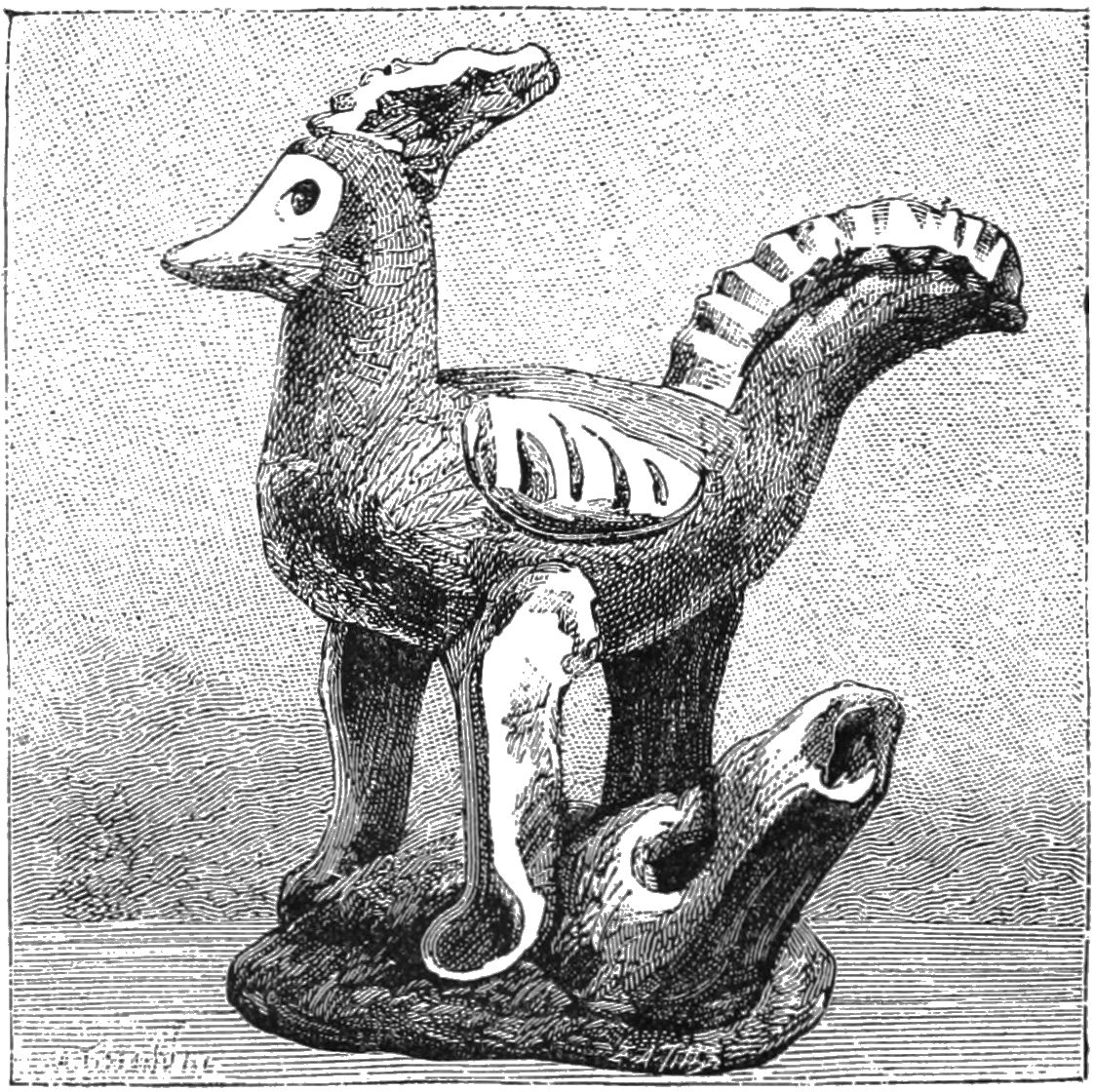
Dibujo de 1887 de un antiguo pito toscano (ilustración de la Enciclopedia Monthly, vol. 33).